# 石川八郎
石川八郎（いしかわはちろう、1932年12月27日 - ）は、愛媛県出身の特殊株主、政治活動家。新自由党副総裁を経て、自由党総裁。

## 概観
1960年代末より参議院議員通常選挙に東京都選挙区から無所属で数回出馬し、主に「交通戦争阻止」「渋滞解消」等をスローガンに掲げ、当時モータリゼーションの進行で多発していた自動車事故の惨状を訴えていた。
1980年代前半には、有田正憲と福田拓泉が保守系ミニ政党を糾合した日本国民政治連合に参画。
平成期以降は高橋妙子と政治団体である新自由党を結党して独立し、参議院比例代表区から立候補した。朴訥な筆文字で消費税廃止とリクルート事件糾弾を訴える選挙公報は有権者に印象を与え、ミニ政党候補の中でも比較的上位の票を得た。
1990年代後半には、徳田虎雄が政党要件を充足するために立ち上げた自由連合の公認候補になった後、新自由党を『自由党』に改組したが、ほぼ同時に新進党を解党した小沢一郎も『自由党』を結党したため、石川は「自分の方が先」と小沢に対して不満を露にした。
1998年の第18回参院選では、愛知県選挙区において石川派が公認候補を擁立した一方、小沢派は現職議員の都築譲を公認せず無所属で立候補させたことで、両『自由党』が競合し有権者の間で混乱が見られた。この選挙で石川は10万近い票を得ており、小沢自由党が公認を立てた2001年の第19回参院選と比較すると、小沢自由党と混同して投票した有権者が少なくなかったことが見て取れる。マスコミは石川派を泡沫候補扱いして殆ど無視し、選挙管理委員会は選挙結果記録作成の際に「石川の自由党は政治団体」等と注釈を入れた。

## 国政選挙への立候補歴
- 第8回参議院議員通常選挙（1968年7月7日）　東京都　無所属　13374票
- 第10回参議院議員通常選挙（1974年7月7日）　東京都　無所属　10295票
- 第12回参議院議員通常選挙（1980年6月22日）　全国区　無所属　41640票
- 第13回参議院議員通常選挙（1983年6月26日）　埼玉県　日本国民政治連合　18233票
- 第14回参議院議員通常選挙（1986年7月6日）　東京都　無所属　6031票
- 第15回参議院議員通常選挙（1989年7月23日）　比例代表　新自由党　名簿2位
- 第16回参議院議員通常選挙（1992年7月26日）　比例代表　新自由党　名簿2位
- 第17回参議院議員通常選挙（1995年7月23日）　比例代表　新自由党　名簿2位
- 第41回衆議院議員総選挙（1996年10月20日）　埼玉県第6区　自由連合　2201票
- 第18回参議院議員通常選挙（1998年7月12日）　愛知県　自由党　91467票
- 第42回衆議院議員総選挙（2000年6月25日）　愛知県第10区　政党自由連合　2881票
- 第19回参議院議員通常選挙（2001年7月29日）　愛知県　自由党　18584票

## 註
1. ↑  中日新聞の意見広告費が無料であることから、愛知を活動の場に選ぶ諸政党が少なくない。